# Região Geográfica Imediata de Estância

Mapa destacando a área da Região Geográfica Imediata de Estância.

A Região Geográfica Imediata de Estância é uma das 6 regiões geográficas imediatas do Estado de Sergipe, uma das três regiões geográficas imediatas que compõem a Região Geográfica Intermediária de Aracaju e uma das 509 regiões geográficas imediatas do Brasil, criadas pelo IBGE em 2017.
É composta por 10 municípios.
Tem uma população estimada pelo IBGE para 1.º de julho de 2017 de 244 917 habitantes e área total de 2 877,158 km².

## Municípios

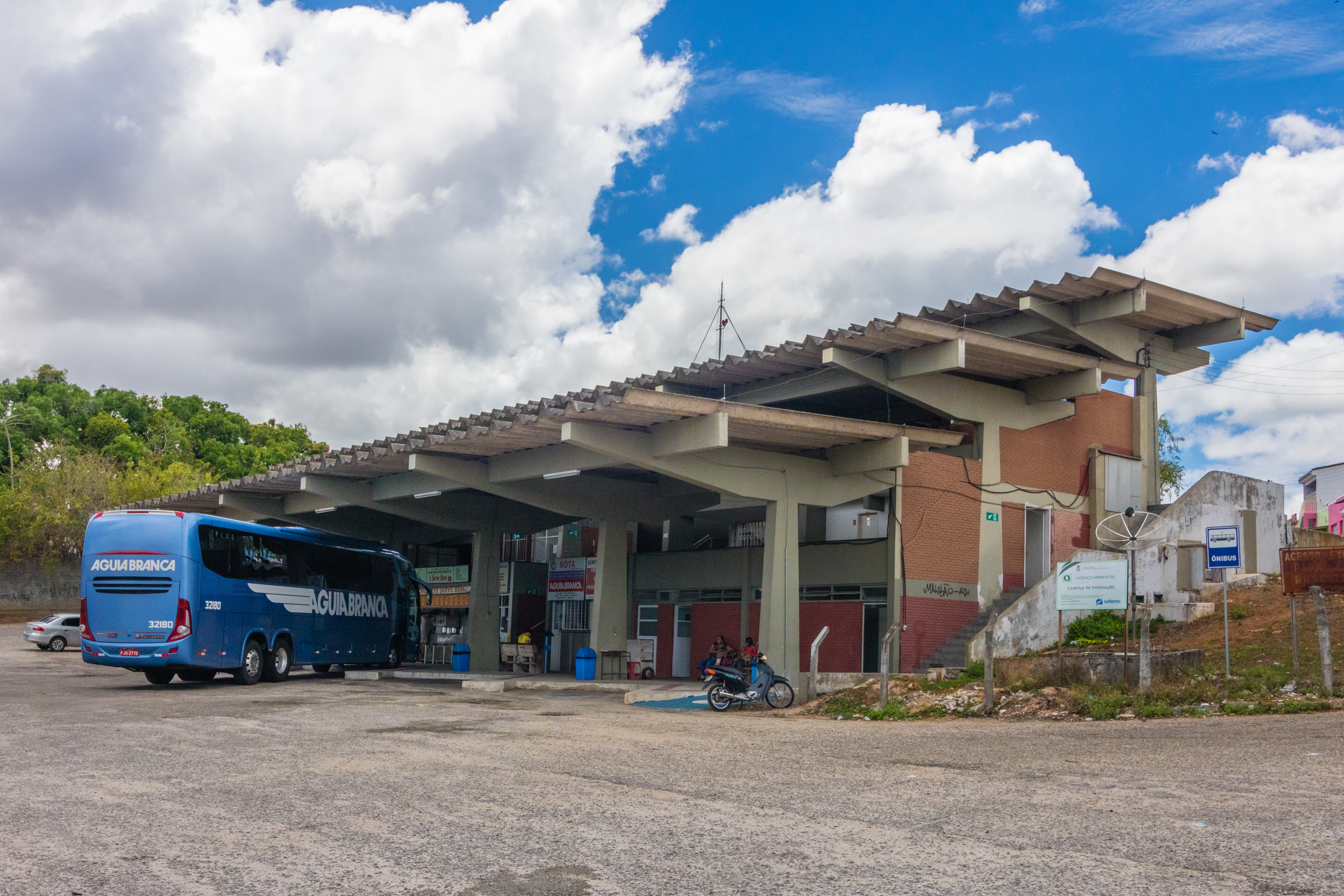
Terminal Rodoviário de Estância, às margens da rodovia BR-101 Sul.

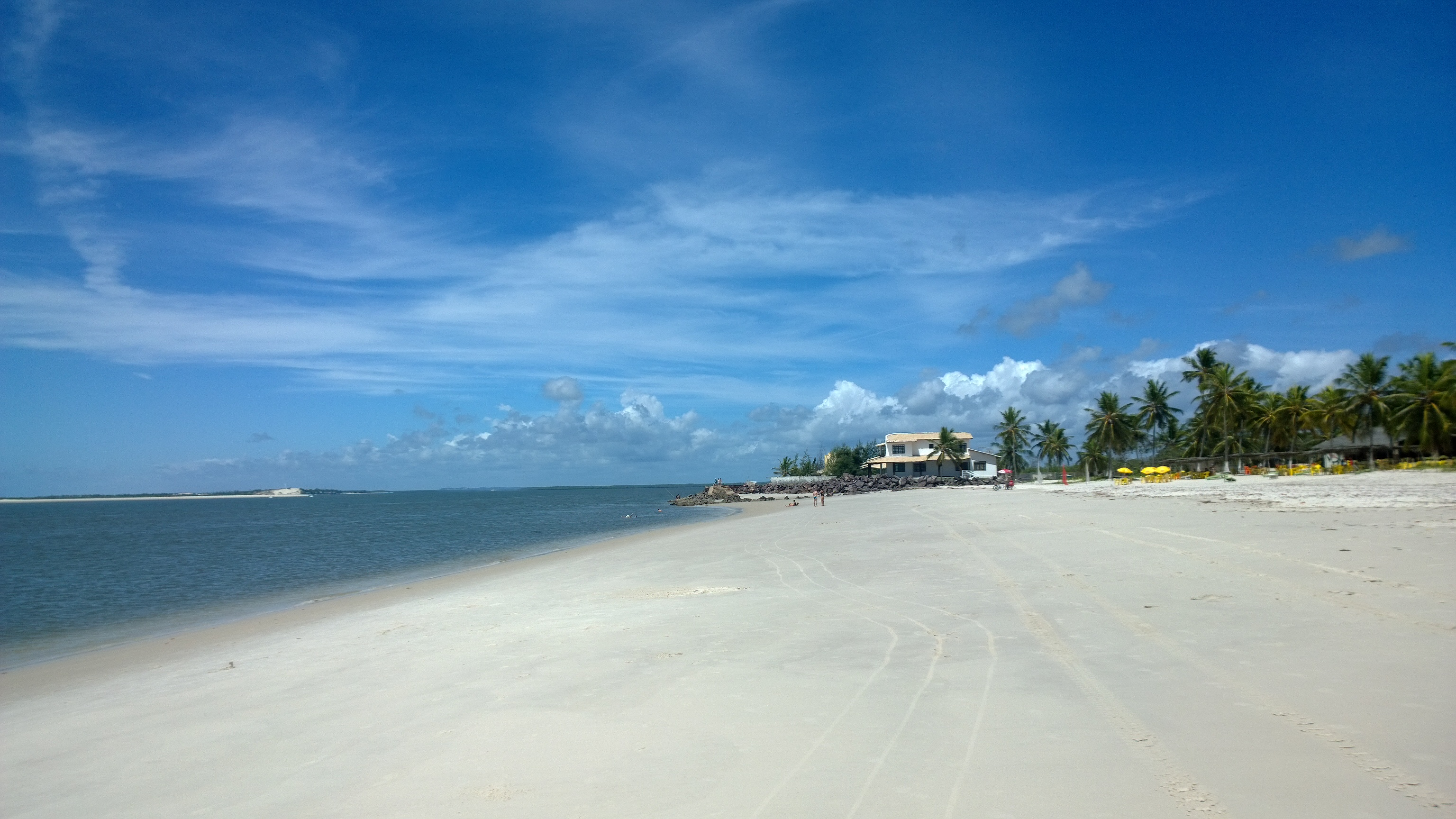
Praia do Saco, em Estância, próxima à divisa entre os estados de Sergipe e Bahia.

| Municípios | População Estimativa 2018 | Área (km²) |
| --- | ------------------------- | ---------- |
| Arauá Boquim Cristinápolis Estância Indiaroba Itabaianinha Pedrinhas Santa Luzia do Itanhi Tomar do Geru Umbaúba | 244 917                   | 2 877,158  |